# Ordens do Executivo
Ordens do Executivo é um thriller político e militar escrito por Tom Clancy. Ele foi publicado originalmente em 1996, como parte da série de livros do Universo Jack Ryan. A versão brasileira foi publicada em 1999 pela Editora Record. 

## Sinopse
Quando um terrorista suicida japonês atira um Boeing 747 sobre o Congresso americano, matando o presidente e os mais importantes líderes dos EUA, o ex-agente da CIA Jack Ryan, nomeado vice-presidente após um escândalo sexual que derruba seu antecessor, se vê diante da missão mais difícil de sua vida. Assim termina Dívida de Honra - um dos maiores sucessos de Tom Clancy - e começa este novo romance. Em meio a uma crise sem precedentes, Jack Ryan terá de enfrentar o desafio de governar um país em pânico e ainda descobrir os culpados pela tragédia. Aturdido e desorientado, ele logo percebe que existem inimigos muito mais poderosos em Beijing, Teerã e até mesmo em Washington. Jack Ryan terá de se superar para cumprir o objetivo de sua vida - recolocar seu povo e seu país novamente no pacífico caminho da democracia.